# Belokranjska povitica
Belokranjska povitica je tradicionalna belokranjska sladica. Zavitek iz testa je napolnjen s polnilom iz skute, jajc, sladke smetane in masla.